# Denkmal für Wiktor Zoi
Das Denkmal für Wiktor Zoi ist eine von Alexej Blagowestnow geschaffene Skulptur des sowjetischen Rockmusikers, Poeten und Schauspielers Wiktor Robertowitsch Zoi. Im Juli 2009 wurde sie in Sankt Petersburg am Newski-Prospekt neben dem Filmtheater Aurora aufgestellt. Im Oktober 2015 wurde sie in die Stadt Okulowka, Oblast Nowgorod, versetzt.

## Bau
Alexej Blagowestnow schuf das Denkmal im Jahr 2002 als Diplomarbeit an der Moskauer Hochschule für Malerei, Bildhauerei und Architektur. Dem Künstler diente eine Szene aus dem Film „Nadel“ als Vorlage, wo Zoi mit hochgekrempelten Ärmeln und eine Brille tragend in einer Bar sitzt. Die Arbeit an der Skulptur dauerte ein halbes Jahr.

## Beschreibung
Die Skulptur stellt den barfüßigen Wiktor Robertowitsch Zoi mit hochgekrempelten Ärmeln und Sonnenbrille dar. Er sitzt auf einem Motorrad des Tys Jawa mit gebrochenem Scheinwerfer. Die Höhe des Denkmals beträgt 1,89 m, die Länge 2,74 m und die Breite 1,40 m. Das Gewicht beträgt etwa eine halbe Tonne.
Zoi wurde vom Künstler mit einem Motorrad dargestellt, obwohl er lieber mit dem Auto fuhr. Als Grund führte der Bildhauer an, dass das Motorrad „eine mächtige Kraft“ sei, die den Fahrer symbolisch aus der Menge heraushebe. Ohne Motorrad wäre seine Gestalt zu groß und würde so den Betrachter dominieren. Die Barfüßigkeit Zois sei gemäß Blagowestnow darauf zurückzuführen, dass nackte Füße als Ausdruck einer multiplen Verletzlichkeit des Künstlers zu sehen seien. Man könne ihm auf den Fuß treten, so dass es ihm nicht nur physisch  weh tue, sondern im übertragenen Sinn auch geistig.

## Geschichte
Am 21. Juli 2009 wurde das Denkmal in Sankt Petersburg am Newski-Prospekt neben dem Filmtheater Aurora enthüllt und  anschließend ins Gebäude des Filmtheaters gebracht, wo es nur am 15. August zur Präsentation des Films Der letzte Held von Alexej Utschitel aufgestellt war. In Moskau fand sich im Anschluss kein Platz für das Monument. Zunächst war geplant, es am Alten Arbat neben der Wiktor Zoi-Mauer aufzustellen. Da die Anwohner aber eine große Menschenmenge vor dem Haus nicht dulden wollten, entschloss sich die Kommission für monumentale Kunst gegen diesen Standort.
In Sankt Petersburg war die Aufstellung des Monuments mit der Stadtregierung nicht abgestimmt, deshalb baten die Mitarbeiter des Filmtheaters am 22. Juli den Bildhauer Alexej Blagowestnow, es zu entfernen.
Das Denkmal soll vorläufig in anderen Städten Russlands aufgestellt werden und letztendlich einen Platz in der US-amerikanischen Rock and Roll Hall of Fame erhalten. Am 17. Oktober 2015 wurde die Skulptur auf einem Platz neben dem Bahnhof der Stadt Okulowka, Oblast Nowgorod, aufgestellt. Hier soll Wiktor Zoi durchgefahren sein und im städtischen Wohnheim übernachtet haben.